# Lichtenstein (Württemberg)
Lichtenstein este o comună din landul Baden-Württemberg, Germania.